# Papradište
Papradište (mazedonisch Папрадиште) ist ein Dorf im zentralen Teil der Republik Nordmazedonien. Es gehört zur Gemeinde Čaška und hat laut der letzten Volkszählung 2002 7 Einwohner, welche allesamt Mazedonier sind. Die nächstgelegene Großstadt ist Veles. Das Dorf ist bekannt für seine zahlreichen Baumeister, Architekten, Ikonenmaler und Schnitzer, deren Werke quer durch die Balkanhalbinsel anzutreffen sind.

## Geographie
Papradište liegt im zentralen Teil von Nordmazedonien. Die nächstgelegene Stadt ist Veles, welches etwa 50 km weit entfernt liegt. Das Dorf befindet sich im nördlichen Teil der historischen Landschaft Azot, welche auch Babunija genannt wird, angelehnt an den Babuna Fluss. Die Nachbardörfer von Papradište sind Nežilovo, Kapinovo und Oreše.

## Geschichte

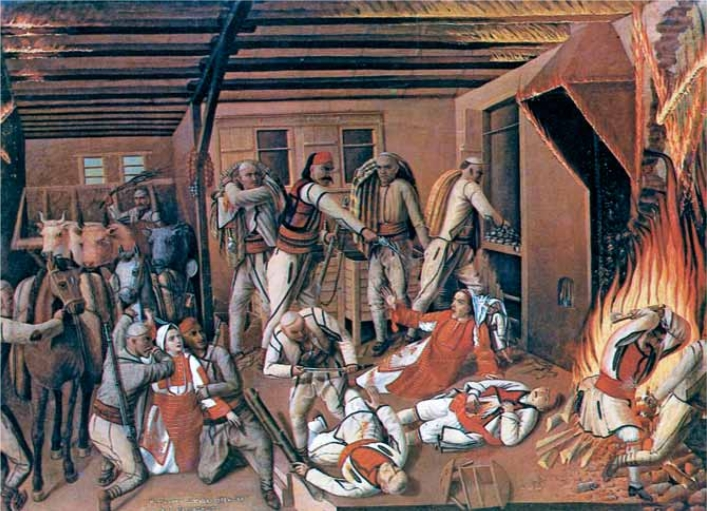
Das Gemälde Eine wahre Geschichte im Jahr 1884 im Dorf Papradište von dem in Papradište geborenen Künstlers Georgi Zografski aus dem Jahr 1907, das den Angriff einer albanischen Banditengruppe unter der Führung von Fazlija aus Crnilište, Prilep, auf die Familie von Delo Trimtschewski zeigt. Alle Familienmitglieder wurden getötet, Eigentum und Vieh wurden geplündert und das Haus niedergebrannt.

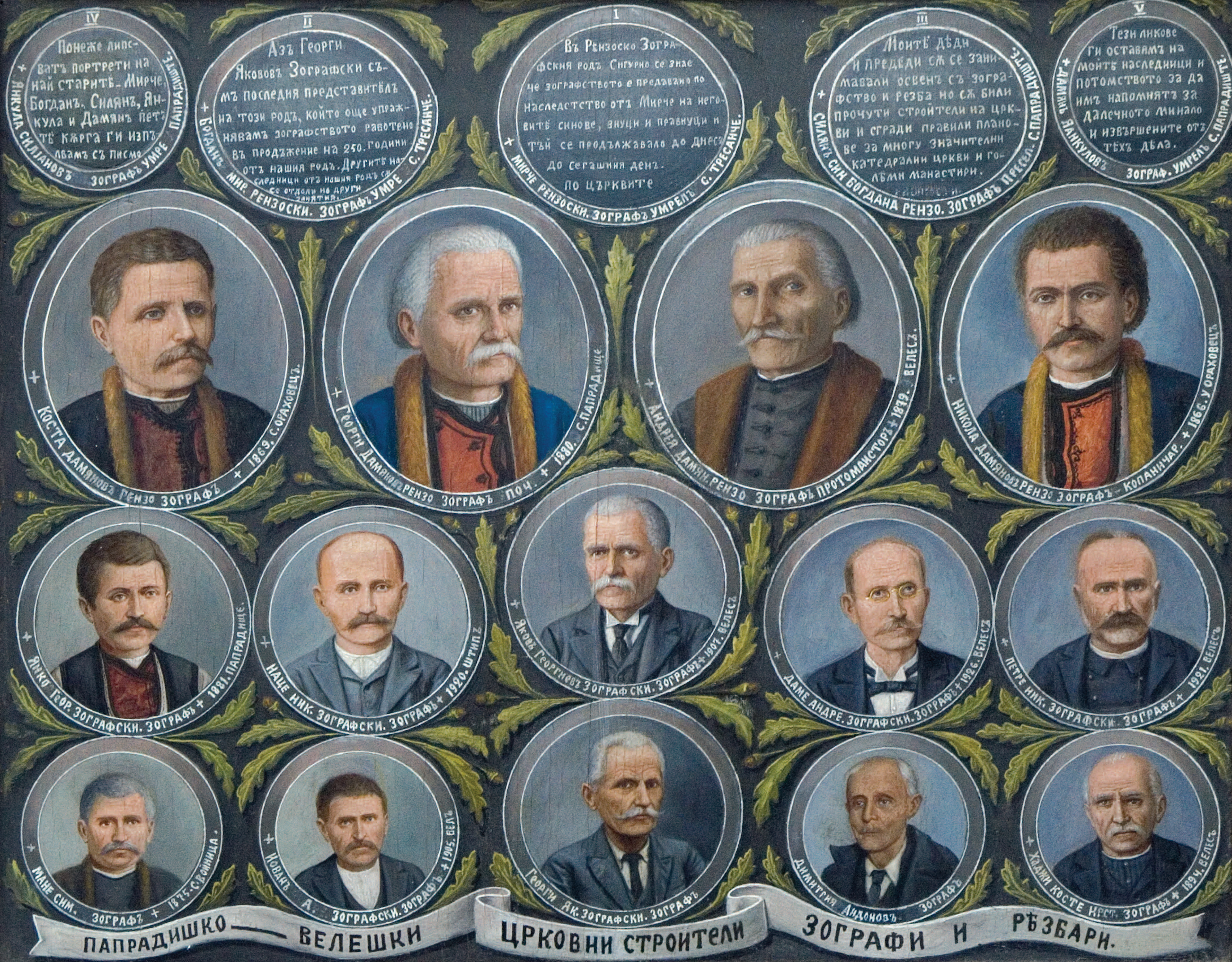
14 Vertreter von Baumeistern, Ikonenmalern und Schnitzern aus Papradište, die aus der Familie Renzov-Zografski stammen, ein Gemälde des Künstlers Georgi Zografski aus dem Jahr 1942

### Name
Der Name Papradište leitet sich aus dem mazedonischen Wort für Farne (mazedonisch Папрат) ab, welche in großen Maßen im Dorf anzutreffen sind.

### Osmanische Zeit
Die Geschichte des heutigen Dorfes Papradište liegt eng mit den beiden Dörfern Garvan und Ceples zusammen, welche sich nahe der Quelle des Flusses Babuna beieinander befanden. Sie waren auf dem höchsten Teil des Berges bewohnt, von wo aus man das ganze Tal sehen kann. Der Legende nach waren es ziemlich große Dörfer und hatten schöne Kirchen und Gebäude.
Nach den Traditionen der lokalen Bevölkerung in den umliegenden Dörfern wurden diese Dörfer in der dunkelsten Zeit – der Janitscharen – zerstört. Es wird berichtet, dass an einem Feiertag fast die gesamte Bevölkerung der beiden Dörfer zum Ort Smilev Kamen ging, wo sie Tieropfer verübten, um zu Gott zu beten und sie vor dem Bösen zu schützen. Vom Smilev Kamen aus sahen die Dorfbewohner, wie Janitscharen in das Dorf Nežilovo eindrangen und begannen, die Bevölkerung zu töten und eine weitere Jagd der Janitscharen auf den Höhen zu ihren Dörfern begann. Angesichts des grausamen Angriffs der vorrückenden Janitscharen versteckten sich alle alten Männer in ihren Häusern, viele flohen nach dem Berg Dautica. Auf dem Smilev Kamen blieben Hunderte von jungen Mädchen und Jungen zurück, die sich in einem Abgrund stürzten, um nicht in die Hände der Janitscharen zu fallen und zum Islam überzutreten. Die Janitscharen griffen dann die beiden Dörfer an und zerstörten sie bis auf die Grundmauern. Ein großer Teil der Bevölkerung wurde getötet, der Rest gelang es, sich in Höhlen und in den Bergen zu verstecken und sich später in anderen Dörfern niederzulassen. Keiner der Dorfbewohner wagte es, in sein Heimatdorf zurückzukehren.
Von den Ruinen des Dorfes Čeples ist eine alte Kirchenmauer übriggeblieben, in Garvan sind dagegen die Mauern einiger größerer Gebäude bekannt. In Nežilovo und den umliegenden Dörfern gibt es heute noch viele Legenden über die Zerstörung der Dörfer Garvan und Čeples. Einige Zeit danach siedelten sich die Dörfer Oreše und Papradište in der Nähe von Garvan und Čeples an. An der heutigen Stelle von Čeples existiert eine Schutzhütte, von wo aus Alpinisten und Wanderer zum Gipfel Solunska Glava und zum Babuna-Wasserfall aufbrechen.
Papradište wird heute neben dem Nachbardorf Oreše von Mijaken bewohnt, einer kleinen mazedonischen Volksgruppe, die im späten 17. und frühen 18. Jahrhundert aus der Region Reka bei Mavrovo vor häufigen albanischen Raubüberfällen geflohen sind. Ziel solcher Raubüberfälle wurde im Jahre 1884 auch das Dorf Papradište, welches ebenso von albanischen Plünderern ausgeraubt und in Brand gesetzt worden ist.
Im Jahre 1873 zählte das Dorf 18 Familien mit 85 Bulgaren und 200 Muslimen.
Laut der Statistik des Ethnographen Wasil Kantschow zählte Papradište Ende des 19. Jahrhunderts 420 Einwohner, welche sich allesamt als Bulgaren deklarierten. Seine Bewohner standen zu Beginn des 19. Jahrhunderts unter der Herrschaft des bulgarischen Exarchats – nach den Statistiken des Sekretärs des Exarchats Dimitar Mischew ("La Macedoine et sa Population Chrétienne") im Jahr 1905 lebten in Papradište 592 bulgarische Exarchisten, welche eine bulgarische Grundschule im Dorf besaßen.
Die Region Azot wurde nach 1900 Schauplatz blutiger Kämpfe und Scharmützel zwischen den bulgarischen Komitadschi der Inneren Makedonisch-Adrianopeler Revolutionären Organisation (WMORO) und den serbischen Tschetniks, welche sich teilweise erfolgreich in der Region eingenistet haben. Nahe Papradište fand am 23. Juni 1906 der Kampf am Kurtov Kamen statt, wo serbische Tschetniks im Hinterhalt die Gruppe um den bulgarischen Wojwoden (Anführer) Pantscho Konstantinow angriffen. Im Hinterhalt verloren die WMORO laut serbischen Angaben 17 Komitadschi, während die serbische Seite einen Verlust von 10 Tschetniks ausmachte. Der von der WMORO zum bulgarischen Wojwoden von Veles ernannte Pantscho Konstantinow verlor bei dem Gefecht sein Leben.

### Unter Königreich Serbien und Jugoslawien
Im Zuge des Balkankrieges meldeten sich 9 Dorfbewohner freiwillig der Makedonisch-Adrianopeler Landwehr, ein Freiwilligenverband der bulgarischen Armee.
1927 führte der Forscher Leonhard Schultze Papradište auf seiner Karte Mazedoniens auf und ordnete es als ein kürzlich serbisiertes Dorf ein. Auf der ethnischen Karte von Nordwestmazedonien im Jahr 1929 markierte der russische Sprachwissenschaftler Afanasij Selischtschew Papradište als ein bulgarisches Dorf.
Während des Zweiten Weltkriegs lieferten sich am 4. Dezember 1942 mazedonische Partisanen Gefechte mit den lokalen probulgarischen Milizen und bulgarischen Polizisten.

## Sehenswürdigkeiten

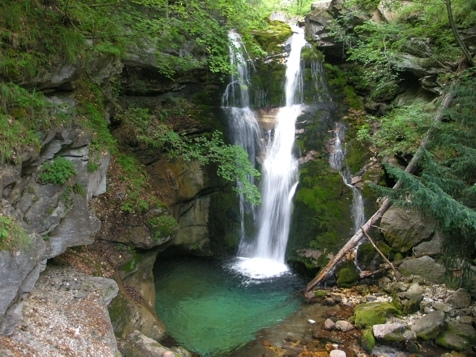
Blick auf den Babuna-Wasserfall

Die wichtigsten Sehenswürdigkeiten sind die St.-Peter-und-Paul-Kirche, von wo aus man eine komplette Aussicht auf das Dorf hat, sowie der Babuna-Wasserfall nahe dem Dorf. Zudem bestehen in und nahe Papradiste Schutzhütten, von wo aus zahlreiche Wanderer und Bergsteiger zur höchsten Bergspitze Solunska Glava aufsteigen, dem fünfhöchstem Berg Nordmazedoniens.

## Persönlichkeiten
- Andrej Damjanov (1813–1878), bulgarischer Architekt
- Dimitar Andonov–Papradiški (1859–1954), bulgarischer und mazedonischer Ikonenmaler
- Georgi Zografski (1871–1945), bulgarischer Ikonenmaler und Künstler
- Iwan Tschuparow (1880–1913), bulgarischer Geistlicher und Revolutionär
- Dimitrija Čupovski (1878–1940), mazedonischer Publizist